# Emaa
Emaa, pseudonimo di Emanuela Alexa (Lugoj, 2 aprile 1992), è una cantante rumena.

## Biografia
Incoraggiata dalla figura materna e dai nonni, Emaa ha iniziato a cantare da bambina, arrivando a partecipare al programma Tip Top MiniTop all'età di 3 anni. Dopo essersi trasferita a Timișoara, ha frequentato l'Università dell'Ovest della stessa città.
Nel 2020, lavorando sotto la Global, è stato pubblicato il suo album in studio di debutto Macii înfloresc iarna, supportato dal relativo album dal vivo. Il successo ricavato nell'arco del 2021 si è trasformato in un premio nell'ambito degli Artist Awards, oltre a conquistare la sua prima numero uno nella Romanian Top 100 con la hit N-aud, una collaborazione assieme al gruppo musicale Carla's Dreams.

## Discografia

### Album in studio
- 2020 – Macii înfloresc iarna
- 2024 – Fratele abis

### Album dal vivo
- 2020 – Macii înfloresc iarna (Live)

### EP
- 2022 – 29

### Singoli
- 2020 – Fun
- 2020 – Nebuna
- 2020 – Insula (con i Motans)
- 2021 – Zburătorul
- 2021 – N-aud (con i Carla's Dreams)
- 2021 – Gloanțe (con Rengle e Bruja)
- 2021 – Pură ficțiune (con Florian Rus)
- 2021 – Sufletu' imun
- 2021 – Atât de noi
- 2022 – Ultima dată
- 2022 – În fiecare seară
- 2022 – Prima zăpadă (con i Șatra B.E.N.Z)
- 2022 – Iarna preferată
- 2023 – Poartă-mă
- 2023 – Razna
- 2023 – Free Man Falling
- 2023 – Cât mai lejer (con Macanache)
- 2023 – Warm Winds
- 2023 – La ce te gândești (con i Motans)
- 2023 – Universul rar
- 2023 – Odată cu tine
- 2023 – Lyudi
- 2024 – Roşu stins
- 2024 – În alte vieți (con Mario Fresh)
- 2024 – În numele binelui